# Gwyneth Powell
Gwyneth Powell (Levenshulme, Mánchester, 5 de julio de 1946 - Brighton, 8 de septiembre de 2022) fue una actriz inglesa conocida especialmente por su interpretación de la directora Bridget McClusky en la serie de televisión de la BBC Grange Hill durante once temporadas entre 1981 y 1991.

## Historia
Powell nació el 5 de julio de 1946 en Levenshulme, Mánchester, y asistió a la Cheadle County Grammar School for Girls, durante la cual apareció con cierto éxito como Fat Urs en la producción del National Youth Theatre de Bartholemew Fair, de Ben Jonson. En un principio se formó como profesora en Goldsmiths, Universidad de Londres, pero optó por actuar en el teatro de repertorio. 

## Carrera profesional
El primer papel importante de Powell en televisión fue en la serie dramática distópica de la LWT de 1971, The Guardians. Fue una actriz habitual, aunque menor, en muchos dramas televisivos hasta que fue elegida para Grange Hill, en la que interpretó a la "firme pero justa" directora Bridget ("La enana") McClusky durante once años. De su papel, dijo en 2008:

At first Mrs McClusky was written as a 'twin set and pearls' role but I was quite young at the time and didn't want to play it like that. We started with the clothes and she was quite fashion conscious and chic. I was told by lots of people she was a great fillip to young women teachers who started applying for headships. The show had repercussions in all kinds of ways and the character did too. My period did coincide with the Thatcher years. I think Mrs McClusky became memorable because we had a prime minister like that.

Sin embargo, Powell quiso perseguir otros intereses y les dio a los productores y escritores de Grange Hill un año para eliminar a McClusky de la serie. Compró los derechos del Diario de una dama provincial de EM Delafield y lo adaptó como un espectáculo unipersonal autofinanciado en Edimburgo, y también estuvo de gira con la producción.
Desde entonces, Powell apareció en otros programas de televisión como Heartbeat, A Touch of Frost, Holby City, Hetty Wainthropp Investigates y Father Brown, y en 2008, Echo Beach . Interpretó el papel de una maestra de escuela en un día escolar victoriano en un episodio de la serie de televisión Watch de BBC Schools . En 2009, utilizando imágenes de archivo, junto con algunas líneas recién grabadas, Powell repitió su papel de Grange Hill como la Sra. McClusky para un cameo en un episodio de Ashes to Ashes, ambientado en 1982.  También apareció en Arsenic and Old Lace en el Salisbury Playhouse. En 2010, Powell interpretó a Nana en The Gemma Factor . Posteriormente, en 2011-2013, se convirtió en un personaje secundario en el programa para adolescentes House of Anubis, interpretando el papel de la abuela de Nina Martin que termina en el hospital pero luego es dada de alta. Apareció en siete episodios. En 2013 interpretó el papel de la madre de Greg Davies, Polly Davies, en la comedia Man Down de Channel 4.

## Vida personal
Powell se casó con el actor Alan Leith en 1971. Vivía en Hurstpierpoint, West Sussex, donde era patrocinadora de un grupo de teatro local, Hurstpierpoint Players.
Murió en Brighton el 8 de septiembre de 2022 a los 76 años. Su muerte se atribuyó a complicaciones después de una cirugía por un colon perforado.

## Filmografía
| Año        | Show                          | Rol                                                                                                  | Notas                                                               | Ref.                 |
| ---------- | ----------------------------- | --- | ------------------------------------------------------------------- | -------------------- |
| 1969       | Rogues' Gallery               | Second Lady                                                                                          | 1 episodio                                                          | [ 11 ] [ 12 ] [ 13 ] |
| 1971       | The Guardians                 | Clare Weston                                                                                         | 11 episodios                                                        | [ 11 ] [ 12 ] [ 13 ] |
| 1972       | Villains                      | Belinda                                                                                              | 2 episodios                                                         | [ 11 ] [ 12 ] [ 13 ] |
| 1972       | Z Cars                        | Jean Knight                                                                                          | 1 episodios                                                         | [ 11 ] [ 12 ] [ 13 ] |
| 1972       | Rest assured: Lift Off        | Mrs Johnson                                                                                          | TV film                                                             | [ 11 ] [ 12 ] [ 13 ] |
| 1973       | Putting on the Agony          | Gill                                                                                                 | TV film                                                             | [ 11 ] [ 12 ] [ 13 ] |
| 1973       | ITV Sunday Knight Theatre     | Willy                                                                                                |                                                                     | [ 11 ] [ 12 ] [ 13 ] |
| 1974       | A Raging Calm                 | Agnes Sutton                                                                                         | TV miniseries, 4 episodios                                          | [ 11 ] [ 12 ] [ 13 ] |
| 1974       | Father Brown                  | Helen Smaill                                                                                         | 1 episodio                                                          | [ 11 ] [ 12 ] [ 13 ] |
| 1975       | Play for Today                | Elvira Lewis                                                                                         | 1 episodio                                                          | [ 11 ] [ 12 ] [ 13 ] |
| 1975       | Public Eye                    | Clare                                                                                                | 1 episodio                                                          | [ 11 ] [ 12 ] [ 13 ] |
| 1975       | Beryl's Lot                   | Anita                                                                                                | 2 episodios                                                         | [ 11 ] [ 12 ] [ 13 ] |
| 1976       | Couples                       | Lynn Baker                                                                                           | TV series, 6 episodios                                              | [ 11 ] [ 12 ] [ 13 ] |
| 1972–1976  | Dixon of Dock Green           | Val Colebrook (1972), Mrs Regan (1972), Anne Hastings (1973), Diane Barnet (1979), Jane Mason (1976) | TV series, 5 episodios                                              | [ 11 ] [ 12 ] [ 13 ] |
| 1976       | Face of Darkness              | Eileen                                                                                               |                                                                     | [ 11 ] [ 12 ] [ 13 ] |
| 1976       | Coronation Street             | Diana Kenton                                                                                         | 3 episodios                                                         | [ 11 ] [ 12 ] [ 13 ] |
| 1976       | Emmerdale                     | Julie Croft                                                                                          | Invitado                                                            | [ 11 ] [ 12 ] [ 13 ] |
| 1978       | ITV Playhouse                 | Doreen                                                                                               | 1 episodio                                                          | [ 11 ] [ 12 ] [ 13 ] |
| 1978       | People Like Us                | Frances Hopkins                                                                                      | 5 episodios                                                         | [ 11 ] [ 12 ] [ 13 ] |
| 1978       | Accident                      | Betty Richards                                                                                       | 3 episodios                                                         | [ 11 ] [ 12 ] [ 13 ] |
| 1978–1980  | Armchair Thriller             | Woman PC (1978),Doris (1980)                                                                         | 6 episodios                                                         | [ 11 ] [ 12 ] [ 13 ] |
| 1980       | The Enigma Files              | Anne Gerrard                                                                                         | 1 episode                                                           | [ 11 ] [ 12 ] [ 13 ] |
| 1980       | Can We Get on Now, Please?    | | 1 episode                                                           | [ 11 ] [ 12 ] [ 13 ] |
| 1978       | Loophole                      | Doreen                                                                                               |                                                                     | [ 11 ] [ 12 ] [ 13 ] |
| 1982       | Squadron                      | Margaret Gran                                                                                        | 4 episodios                                                         | [ 11 ] [ 12 ] [ 13 ] |
| 1982, 1984 | The Gentle Touch              | DI Mary Woods                                                                                        | 2 episodes                                                          | [ 11 ] [ 12 ] [ 13 ] |
| 1986       | Chance in a Million           | Maureen                                                                                              | 1 episode                                                           | [ 11 ] [ 12 ] [ 13 ] |
| 1980–1991  | Grange Hill                   | Mrs McClusky                                                                                         | 169 episodes                                                        | [ 11 ] [ 12 ] [ 13 ] |
| 1994       | Open Fire                     | Gloria Martin                                                                                        | TV film                                                             | [ 11 ] [ 12 ] [ 13 ] |
| 1996       | Hetty Wainthropp Investigates | Marian Horner                                                                                        | 1 episodio                                                          | [ 11 ] [ 12 ] [ 13 ] |
| 1997       | A Touch of Frost              | Kitty Rayford                                                                                        | 3 episodes                                                          | [ 11 ] [ 12 ] [ 13 ] |
| 1998       | Magic with Everything         | Aunt Matilda                                                                                         | TV Series                                                           | [ 11 ] [ 12 ] [ 13 ] |
| 1998, 2002 | Peak Practice                 | Annie Gibson (1998), Rose Meredith (2002)                                                            | 2 episodios                                                         | [ 11 ] [ 12 ] [ 13 ] |
| 1999       | A Kind of Hush                | Mrs P.                                                                                               |                                                                     | [ 11 ] [ 12 ] [ 13 ] |
| 2001, 2006 | Holby City                    | Jean (2001), Margaret Tanner (2006)                                                                  | 2 episodios                                                         | [ 11 ] [ 12 ] [ 13 ] |
| 2001       | Back to the Secret Garden     | Toby the Maid                                                                                        | película                                                            | [ 11 ] [ 12 ] [ 13 ] |
| 2003       | Family Affairs                | Judge Yardley                                                                                        | 1 episodio                                                          | [ 11 ] [ 12 ] [ 13 ] |
| 2003, 2006 | Doctors                       | Janet Armstrong (2003), Janice Wilson (2006)                                                         | Invitados                                                           | [ 11 ] [ 12 ] [ 13 ] |
| 2004       | Down to Earth                 | Mrs Dean                                                                                             | 1 episodio                                                          | [ 11 ] [ 12 ] [ 13 ] |
| 2004, 2009 | Heartbeat                     | Shirley Baxter (2004), Margaret Millwood (2009)                                                      | 2 episodios                                                         | [ 11 ] [ 12 ] [ 13 ] |
| 2004       | The Royal                     | Bunty Weatherill                                                                                     | 1 episodio                                                          | [ 11 ] [ 12 ] [ 13 ] |
| 2005       | Emmerdale                     | Sophie Kidderminster                                                                                 | Papel de invitado                                                   | [ 11 ] [ 12 ] [ 13 ] |
| 2007       | Piccadilly Cowboy             | Alice                                                                                                |                                                                     | [ 11 ] [ 12 ] [ 13 ] |
| 2008       | Echo Beach                    | Ivy Trehearne                                                                                        | 11 episodios                                                        | [ 11 ] [ 12 ] [ 13 ] |
| 2009       | Ashes to Ashes                | Mrs McClusky                                                                                         | 1 episodio, imágenes de archivo con audio recién grabado de Powell. | [ 11 ] [ 12 ] [ 13 ] |
| 2010       | The Gemma Factor              | Nana                                                                                                 | 6 episodios                                                         | [ 11 ] [ 12 ] [ 13 ] |
| 2011       | Little Crackers               | Headmistress                                                                                         | 1 episodio                                                          | [ 11 ] [ 12 ] [ 13 ] |
| 2012       | House of Anubis               | Nina's Grandmother                                                                                   | 7 episodios                                                         | [ 11 ] [ 12 ] [ 13 ] |
| 2013       | The Matt Lucas Awards         | Herself                                                                                              | 1 episodio                                                          | [ 11 ] [ 12 ] [ 13 ] |
| 2013       | A Touch of Cloth              | Mrs McClusky                                                                                         | 1 episodio                                                          | [ 11 ] [ 12 ] [ 13 ] |
| 2013–2017  | Man Down                      | Polly Davies                                                                                         | 19 episodios                                                        | [ 11 ] [ 12 ] [ 13 ] |
| 2014       | Casualty                      | Gloria Pots                                                                                          | 1 episodio                                                          | [ 11 ] [ 12 ] [ 13 ] |
| 2022       | Not Going Out                 | Nice lady                                                                                            | 1 episodio                                                          | [ 15 ]               |